# سیارک ۲۲۸۳۸
سیارک ۲۲۸۳۸ (به انگلیسی: 22838 Darcyhampton، نامگذاری:1999RF91) بیست و دو هزار و هشتصد و سی و هشتمین سیارک کشف شده‌است که در ۷ سپتامبر ۱۹۹۹ کشف شد.
قدر مطلق سیارک برابر ۱۴٫۹ است.